# Тільки вона єдина
«Тільки вона єдина» (англ. She's the One) — американський романтичний фільм 1996 року режисера Едварда Бернса.

## Сюжет
По-різному складається життя двох братів Фіцпатріків. Френні, молодший, вже одружений і має дуже прибуткову роботу, а Міккі, старший, ніяк не відійде від невдалих стосунків дворічної давнини і задовольняється роботою таксиста. Та виявляється, у Френні є коханка, та сама колишня дівчина Міккі, а Міккі спромігся одружитися з дівчиною, з якою тільки напередодні познайомився.

## В ролях
| Актор             | Роль             |
| ----------------- | ---------------- |
| Едвард Бернс      | Міккі Фіцпатрік  |
| Максін Банс       | Гоуп             |
| Майк Макглоун     | Френні Фіцпатрік |
| Дженніфер Еністон | Рене Фіцпатрік   |
| Кемерон Діас      | Гізер Девіс      |
| Джон Магоні       | містер Фіцпатрік |
| Леслі Манн        | Конні            |
| Аманда Піт        | Моллі            |
| Френк Вінсент     | Рон              |
| Аніта Джиллетт    | Керол            |

## Сприйняття
Фільм отримав змішані відгуки. Rotten Tomatoes дав оцінку 62 % на основі 53 відгуків від критиків і 41 % від більш ніж 10 000 глядачів.